# Johann Ludwig Burckhardt
Johann Ludwig Burckhardt (a lo largo de su vida también se haría llamar Jean Louis y John Lewis) (Lausana, 24 de noviembre de 1784 - El Cairo, 15 de octubre de 1817) fue un explorador suizo, profundo conocedor de la lengua árabe y de la religión islámica que, haciéndose pasar por un mercader árabe, viajó por el Oriente Próximo y Nubia. Fue el europeo que encontró las ruinas de Petra, la antigua capital de los nabateos, y uno de los primeros europeos en conocer La Meca y Medina. Descubrió para Occidente los templos del faraón Ramsés II y Nefertari en Abu Simbel, Egipto. Se convirtió al islam, tomando el nombre de Ibrahim ibn Abdullah.

## Biografía
Después de estudiar en Leipzig y en la Universidad de Gotinga, Burckhardt visitó Inglaterra en el verano de 1806 con una carta de presentación del naturalista Johann Friedrich Blumenbach para Joseph Banks. La African Association, organización cuyo objetivo era mejorar el conocimiento de la geografía africana, aceptó su oferta para poner en marcha una expedición dirigida a descubrir la fuente del río Níger. 
Burckhardt planeaba viajar a Oriente con el fin de estudiar el árabe, en la creencia de que su viaje por África se vería facilitado si era aceptado como musulmán. Como preparación, Burckhardt estudió la lengua árabe en la Universidad de Cambridge y se preparó de forma rigurosa para su carrera como explorador, para lo que se dedicó a vagar por el campo sin ninguna protección contra el sol, con la cabeza descubierta durante una ola de calor, subsistiendo solo con verduras y agua y durmiendo al raso.
Burckhardt abandonó Inglaterra en marzo de 1809 en dirección a Malta, desde donde se dirigió en otoño a Alepo, en Siria, con el fin de perfeccionar su árabe y estudiar las leyes islámicas. A fin de obtener un mejor conocimiento de la vida oriental, se hizo pasar por musulmán y tomó el nombre de jeque Ibrahim Ibn Abdallah. Existen indicios de que su conversión al islam pudo haber sido sincera, aunque su familia negó este hecho.  

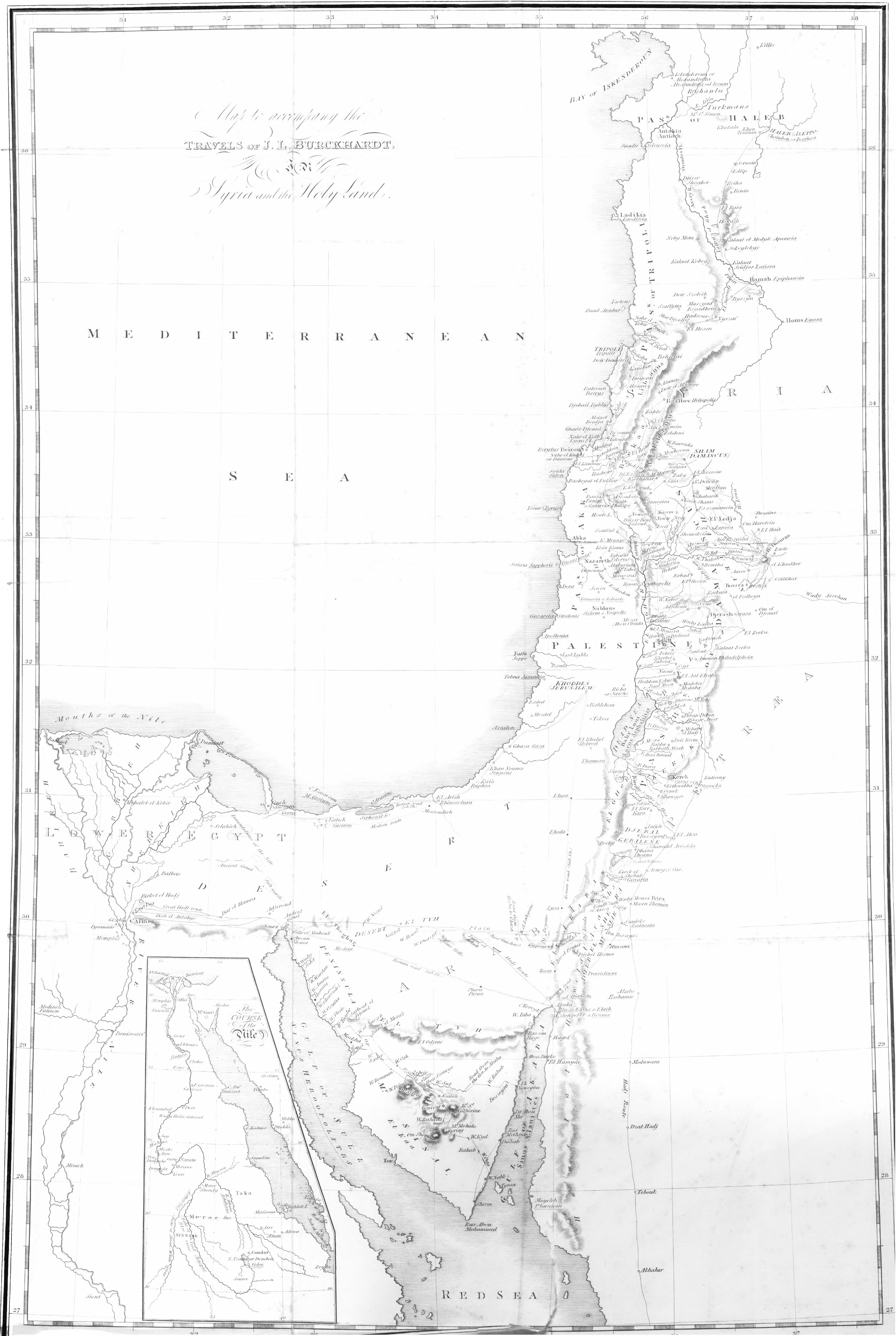
Mapa de Burckhardt de Siria, Palestina y Egipto

Pasó dos años en Siria y allí perfeccionó su árabe. Visitó Palmira, Damasco y Líbano, y realizó varios viajes de exploración por la región. Durante uno de estos viajes descubrió la ciudad nabatea de Petra, olvidada durante casi mil años. No satisfecho con la importancia de este descubrimiento, decidió dedicarse a su objetivo inicial: encontrar la fuente del Níger. Para ello, viajó a El Cairo con la intención de unirse a una caravana que se dirijía a Fezán, en Libia. En 1812, mientras esperaba la partida de la caravana, navegó por el Nilo, descubrió para Europa los templos de Abu Simbel y llegó hasta Dar Mahass y Dongola. Al no encontrar paso hacia el oeste, se hizo pasar por un pobre comerciante sirio y cruzó el desierto de Nubia, pasando por Berber, Shendi y Suakin, un puerto en el Mar Rojo, desde donde se embarcó para ir a La Meca vía Yeda. Permaneció tres meses en La Meca, que abandonó en enero de 1815, y luego visitó Medina, donde quedó inmovilizado a causa de violentas fiebres. 
Después de muchas dificultades y graves privaciones, regresó a El Cairo en junio de 1815, abrumado por una gran fatiga. Sin embargo, en la primavera de 1816 se fue al Monte Sinaí y volvió a El Cairo en junio, donde siguió preparando su viaje al Fezán. Finalmente, en abril de 1817 enfermó de disentería, cuando por fin se disponía a cruzar África hasta el país del Níger, y murió en octubre de ese año.
Como enviaba regularmente sus notas, diarios y extensa correspondencia a Inglaterra, se han perdido pocos detalles de sus viajes. Legó su colección de ochocientos volúmenes de manuscritos orientales a la biblioteca de la Universidad de Cambridge.

## Publicaciones
Publicó en Londres Viaje a Nubia, Viaje a Siria y Viaje a Arabia.
1. (en inglés) Travels in Nubia (1819)
2. (en inglés) Travels in Syria and the Holy Land (1822)
3. (en inglés) Travels in Arabia (1829)
4. Arabic Proverbs, or the Manners and Customs of the Modern Egyptians (1830)
5. Notes on the Bedouins and Wahabys (1831)
6. (en español) Vida y viajes de John Lewis Burckhardt. Traducción: Marta Pérez. Barcelona, Editorial Laertes, 1991. ISBN 84-7584168-6
7. (en español) Viaje al Monte Sinaí. Traducción: Marta Pérez. Barcelona, Editorial Laertes, 1991. ISBN 84-7584-174-0